# Harrison County, Ohio
Harrison County är ett administrativt område i delstaten Ohio, USA, med 15 864 invånare. Den administrativa huvudorten (county seat) är Cadiz.

## Geografi
Enligt United States Census Bureau har countyt en total area på 1 064 km². 1 045 km² av den arean är land och 19 km² är vatten.

### Angränsande countyn
- Carroll County - nord
- Jefferson County - öst
- Belmont County - syd
- Guernsey County - sydväst
- Tuscarawas County - väst

### Orter
- Adena (delvis i Jefferson County)
- Bowerston
- Cadiz (huvudort)
- Deersville
- Freeport
- Harrisville
- Hopedale
- Jewett
- New Athens
- Scio